# Premio Driehaus
Il Premio Driehaus di architettura, ufficialmente Premio Richard H. Driehaus presso l'Università di Notre Dame, è un riconoscimento mondiale che onora coloro che contribuiscono maggiormente nel campo dell'architettura tradizionale e dell'architettura neoclassica.
Il premio fu indetto dal filantropo Richard Driehaus e realizzato nel 2003 dal The Richard H. Driehaus Charitable Lead Trust. È presentato ogni anno presso la scuola di architettura dell'Università di Notre Dame. Il Premio Driehaus è un'alternativa al modernista Premio Pritzker.
L'ultimo vincitore in ordine di tempo è Peter Pennoyer, cui il riconoscimento è stato ufficialmente assegnato il 23 marzo 2024 a Chicago.

## Scopo
Il Premio Driehaus viene conferito a un architetto vivente la cui opera presenti i principi dell'architettura e dell'urbanistica classici e tradizionali nella società contemporanea, e riflette ciò che la Giuria considera impatti positivi culturali, ambientali e artistici. Lo stesso premio è una miniatura bronzea del Monumento coregico di Lisicrate che, per quanto si conosce, è il primo uso dell'ordine corinzio all'esterno di un edificio. Il riconoscimento comprende un premio economico US$200,000.
Il Premio Henry Hope Reed è assegnato congiuntamente con il Premio Driehaus a un individuo, non esercitante la professione di architetto, che ha favorito la cultura della città tradizionale, della sua architettura e della sua arte attraverso gli scritti, la pianificazione e la promozione.

## Giuria
Una serie di giurati di prestigio seleziona un architetto che ha influenzato fortemente il campo dell'architettura classica e tradizionale e gli assegna il Premio Richard H. Driehaus all'Università di Notre Dame. La giuria si reca in gruppo presso una città di architettonicamente rilevante, la esplora in gruppo, e prende il tessuto urbano della città come sfondo per le proprie decisioni.
La giuria di architetti e docenti di primo piano comprende: Adele Chatfield-Taylor (Presidente dell'Accademia americana a Roma), Robert S. Davis (costruttore e cofondatore di Seaside Florida), Paul Goldberger, critico architettonico del The New Yorker), Léon Krier (che ricevette l'inaugurale Premio Driehaus, teorico e progettista), e Witold Rybczynski (cattedra Meyerson di urbanismo all'Università di Pennsylvania e critico architettonico per Slate).

## Elenco dei premiati
| Anno | Vincitori                              | Nazionalità |
| ---- | -------------------------------------- | ----------- |
| 2003 | Léon Krier                             | Lussemburgo |
| 2004 | Demetri Porphyrios                     | Grecia      |
| 2005 | Quinlan Terry                          | Regno Unito |
| 2006 | Allan Greenberg                        | Sudafrica   |
| 2007 | Jaquelin T. Robertson                  | Stati Uniti |
| 2008 | Andrés Duany e Elizabeth Plater-Zyberk | Stati Uniti |
| 2009 | Abdel-Wahed El-Wakil                   | Egitto      |
| 2010 | Rafael Manzano Martos                  | Spagna      |
| 2011 | Robert A. M. Stern                     | Stati Uniti |
| 2012 | Michael Graves                         | Stati Uniti |
| 2013 | Thomas H. Beeby                        | Stati Uniti |
| 2014 | Pier Carlo Bontempi                    | Italia      |
| 2015 | David M. Schwarz                       | Stati Uniti |
| 2016 | Scott Merrill                          | Stati Uniti |
| 2017 | Robert Adam                            | Regno Unito |
| 2018 | Marc Breitman & Nada Breitman-Jakov    | Francia     |
| 2019 | Maurice Culot                          | Belgio      |
| 2020 | Ong-ard Satrabhandhu                   | Thailandia  |
| 2021 | Sebastian Treese                       | Germania    |
| 2022 | Rob Krier                              | Lussemburgo |
| 2023 | Ben Pentreath                          | Regno Unito |
| 2024 | Peter Pennoyer                         | Stati Uniti |